# イングヴァル・カンプラード

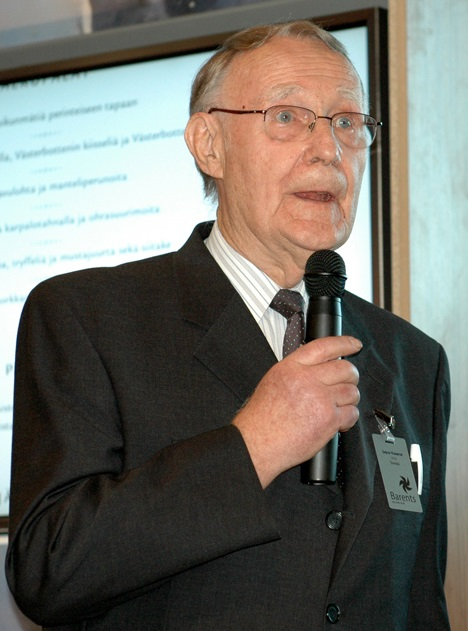
2010年、スウェーデン北部の町ハハランダにて。

イングヴァル・カンプラード（Feodor Ingvar Kamprad、1926年3月30日 - 2018年1月27日）は、スウェーデンの実業家、企業家。1943年、家具小売チェーンイケアを創業。2008年3月5日に発表されたフォーブス誌発表の「2008年度世界長者番付」（2007年の億万長者ランキング）で世界第7位（総資産額310億ドル）にランクインする資産家でもある。出生地であるスモーランドにて死去。

## 経歴
1926年にスウェーデン南部スモーランド地方に生まれ、アグナリッド（Agunnaryd）という小さな村の近くのエルムタリッド（Elmtaryd）という農場で育った。ちなみにこの育った村と農場は、後に創業することになるイケアの社名の一部となっている（イケア（IKEA）という社名のうち、“IK”はカンプラードのイニシャルである。あとの“EA”は、“E”がエルムタリッド、“A”がアグナリッドの頭文字である）。
幼少期よりビジネスの才を発揮し、自転車でマッチを近所に売り歩いた。そしてマッチをストックホルムから大量に安く仕入れることができることを発見し、一つひとつを安価で売った。しかし、それでも結構な利益になった。マッチから魚、クリスマスツリーの装飾品、種、鉛筆、ボールペンなどを売ることに事業を拡大。17歳の時、父から学業で優秀な成績を修めた褒美に現金を与えられる。これを使ってイケアの前身を設立。
その後、イケアそのものの経営からは退いたが、1982年自らが所有する株式を元に財団法人スティヒティング・インカ・ファウンデーションを創設し、経営の主導権を握った。
質素倹約を謳い、シンプルなライフスタイルのイメージを作り上げていたカンプラードだが、2004年に元幹部からフランスに所有する3000万ドルのワイン農園、スイスの2000万ドルの家や高級リゾート地の豪邸など豪奢な実生活を暴露される。愛車も古いボルボと言われていたが、実はポルシェだった。イケア本を書いたジャーナリストによると、カンプラードはイメージ作りのためのマスコミ戦略に非常に長けており、シンプルライフのイメージ戦略は、家族の安全と税金対策、会社のイメージ保護のためだったという。
2018年1月27日、スウェーデン南部スモーランド地方の自宅にて91歳で死去。

## ナチスへの関与
ドイツ系移民でナチ支持者であった親の影響もあり、若い頃、ナチスに傾倒していた。ファシスト団体に所属し、反ユダヤのための資金集めなどに協力しており、スウェーデン政府のナチ支持者リストに掲載されていた。ビジネスに成功したあと、ナチスとの関わりが明るみに出ると、若さゆえの過ちであったと発言していたが後年、親しくしていたファシスト指導者への忠誠心を顕わにしたため再び問題になった。こうしたナチスとの関わりから、スウェーデンのイケア各店では反ナチ活動家による抗議の爆破事件が多発している。